# Libocký potok
Le Libocký potok est une rivière tchèque d'une longueur de 31,7 km. Il est un affluent de l'Ohře et donc un sous-affluent de l'Elbe.

## Source de la traduction
- (de) Cet article est partiellement ou en totalité issu de l’article de Wikipédia en allemand intitulé « Libocký potok » (voir la liste des auteurs).